# Министерство аграрного развития и продовольствия Греции
Министерство аграрного развития и продовольствия (греч. Υπουργείο Αγροτικής Ανάπτυξης και Τροφίμων) — правительственное ведомство Греции, отвечающее за сельское хозяйство страны. Действующим министром с 27 июня 2023 года является Лефтерис Авгенакис.